# Leucodon pendulus
Leucodon pendulus là một loài Rêu trong họ Leucodontaceae. Loài này được Lindb. mô tả khoa học đầu tiên năm 1872.